# Aşağıtandır, İhsaniye
Aşağıtandır là một xã thuộc huyện İhsaniye, tỉnh Afyonkarahisar, Thổ Nhĩ Kỳ. Dân số thời điểm năm 2011 là 578 người.